# David M. Livingston
David Morse Livingston (* 29. März 1941 in Cambridge, Massachusetts; † 17. Oktober 2021) war ein US-amerikanischer Genetiker und Krebsforscher an der Harvard Medical School, dem Dana-Farber Cancer Institute und dem Dana-Farber/Harvard Cancer Center, einer gemeinsamen Einrichtung dieser beiden Institutionen.

## Leben
Livingston erwarb 1961 am Harvard College einen Bachelor und 1965 an der Tufts University einen M.D. als Abschluss des Medizinstudiums. Seine internistische Ausbildung absolvierte er am Peter Bent Brigham Hospital in Boston. 1967 wurde er Forschungsassistent am National Cancer Institute (NCI), 1969 an der Harvard Medical School (für Biochemie). Ab 1971 war er als Forschungsgruppenleiter wieder am NCI, bevor er 1973 an die Childrens Cancer Research Foundation wechselte (heute Dana-Farber Cancer Institute). Hier war er zuletzt stellvertretender Direktor des Instituts und Leiter der Abteilung für Krebsgenetik. Außerdem war er Emil Frei Professor of Genetics and Medicine an der Harvard Medical School.
Livingston galt als Experte auf dem Gebiet der molekularen Pathogenese verschiedener Krebserkrankungen, darunter besonders Brustkrebs und Eierstockkrebs. Er befasste sich vor allem mit Genen, die das Zellwachstum regulieren, darunter Onkogene und die Tumorsuppressorgene Retinoblastom-Protein (Rb), p300/CBP, BRCA1 und BRCA2. Weitere Arbeiten befassten sich mit der biologischen Funktion von BACH1, RAP80 und anderen Proteinen, die mit den BRCA-Proteinen interagieren.
David M. Livingston war seit 1990 Mitglied des Institute of Medicine, seit 1995 Mitglied der National Academy of Sciences, seit 2000 Assoziiertes Mitglied der European Molecular Biology Organization und seit 2001 Mitglied der American Academy of Arts and Sciences. Er wurde 2012 mit dem Pasarow Award für Krebsforschung ausgezeichnet und wurde 2014 Fellow der AACR Academy (American Association for Cancer Research).